# Nickeil Alexander-Walker
Nickeil Alexander-Walker (Toronto, 2 september 1998) is een Canadees basketballer die sinds 2025 uitkomt voor de Atlanta Hawks. 

## Carrière
Alexander-Walker speelde van 2017 tot 2019 collegebasketbal voor de Virginia Tech Hokies. Hij stelde zich in 2019 beschikbaar voor de NBA draft en werd  op 20 juni 2019 als 17e in de eerste ronde gekozen door de Brooklyn Nets. Op 6 juli 2019 werd Alexander-Walker samen met Allen Crabbe en een latere draftkeuze geruild naar de Atlanta Hawks waarbij Taurean Prince de omgekeerde beweging maakte. Eén dag later werd Alexander-Walker al onmiddellijk geruild naar de New Orleans Pelicans waar hij een contract voor 3 seizoenen tekende. Andere spelers bij deze ruil waren: Jaxson Hayes, Marcos Louzada Silva, Jordan Bone, Solomon Hill, De'Andre Hunter en meerdere draftkeuzes.
Op 22 oktober 2019 maakte Alexander-Walker zijn NBA-debuut voor de Pelicans tijdens een verlieswedstrijd tegen de Toronto Raptors. In zijn rookie-jaar werd Alexander-Walker hoofdzakelijk uitgespeeld als wisselspeler, goed voor een gemiddelde speeltijd van 12,6 minuten en 5,7 punten per wedstrijd. Hij werd ook geselecteerd voor de Rising Stars Challenge tijdens het NBA All-Star Game van 2020. Het volgende seizoen kon Alexander-Walker zijn statistieken nog verbeteren en werd hij ook al meer uitgespeeld als basisspeler en werd hij opnieuw voor de Rising Stars Challenge. Als gevolg van de coronapandemie werd deze wedstrijd echter afgelast. Op 8 februari 2022 werd Alexander-Walker geruild naar de Portland Trail Blazers waarna hij één dag later via een deal tussen de Trail Blazerrs, de San Antonio Spurs en de Utah Jazz in Utah terecht kwam. Exact één jaar later, op 9 februari 2023 werd Alexander-Walker opnieuw betrokken in een ruil tussen 3 teams, om zo een contract te tekenen bij de Minnesota Timberwolves. Tijdens het seizoen 2023/24 maakte Alexander-Walker speelminuten in alle 82 wedstrijden. In 2024 nam Alexander-Walker met het Canadees basketbalteam deel aan de Olympische Zomerspelen in Parijs. Canada was de beste in groep A maar botste in de kwartfinale op een sterker Frankrijk. Op 1 juli 2025 werd Alexander-Walker tegen een som geld en een toekomstige draftkeuze geruild naar de Atlanta Hawks.

## Statistieken
| Legenda | Legenda                | Legenda | Legenda                 | Legenda | Legenda               |
| ------- | ---------------------- | ------- | ----------------------- | ------- | --------------------- |
| WG      | Wedstrijden gespeeld   | WS      | Wedstrijden als starter | MPW     | Minuten per wedstrijd |
| FG%     | Fieldgoal-percentage   | 3P%     | Drie-punterpercentage   | VW%     | Vrije-worppercentage  |
| RPW     | Rebounds per wedstrijd | APW     | Assists per wedstrijd   | SPW     | Steals per wedstrijd  |
| BPW     | Blocks per wedstrijd   | PPW     | Punten per wedstrijd    | Vet     | Hoogste in carrière   |

### Regulier seizoen
| Seizoen  | Team                   | WG  | WS | MPW  | FG%  | 3P%  | FW%  | RPW | APW | SPW | BPW | PPW  |
| -------- | ---------------------- | --- | -- | ---- | ---- | ---- | ---- | --- | --- | --- | --- | ---- |
| 2019/20  | New Orleans Pelicans   | 47  | 1  | 12,6 | 36,8 | 34,6 | 67,6 | 1,8 | 1,9 | 0,4 | 0,2 | 5,7  |
| 2020/21  | New Orleans Pelicans   | 46  | 13 | 21,9 | 41,9 | 34,7 | 72,7 | 3,1 | 2,2 | 1,0 | 0,5 | 11,0 |
| 2021/22  | New Orleans Pelicans   | 50  | 19 | 26,3 | 37,5 | 31,1 | 72,2 | 3,3 | 2,8 | 0,8 | 0,4 | 12,8 |
| 2021/22  | Utah Jazz              | 15  | 2  | 9,9  | 33,3 | 30,3 | 91,7 | 1,5 | 1,1 | 1,1 | 0,3 | 3,5  |
| 2022/23  | Utah Jazz              | 36  | 3  | 14,7 | 48,8 | 40,2 | 69,2 | 1,6 | 2,1 | 0,7 | 0,4 | 6.3  |
| 2022/23  | Minnesota Timberwolves | 23  | 0  | 15,5 | 38,4 | 36,1 | 61,9 | 1,8 | 1,4 | 0,3 | 0,3 | 5,9  |
| 2023/24  | Minnesota Timberwolves | 82  | 20 | 23,4 | 43,9 | 39,1 | 80,0 | 2,0 | 2,5 | 0,8 | 0,5 | 8,0  |
| 2024/25  | Minnesota Timberwolves | 82  | 10 | 25,3 | 43,8 | 38,1 | 78,0 | 3,2 | 2,7 | 0,6 | 0,4 | 9,4  |
| Carrière | Carrière               | 381 | 68 | 20,8 | 41,4 | 36,0 | 74,3 | 2,5 | 2,3 | 0,7 | 0,4 | 8,6  |

### Play-ins
| Seizoen  | Team                   | WG | WS | MPW  | FG%  | 3P%  | FW%   | RPW | APW | SPW | BPW | PPW  |
| -------- | ---------------------- | -- | -- | ---- | ---- | ---- | ----- | --- | --- | --- | --- | ---- |
| 2022/23  | Minnesota Timberwolves | 2  | 1  | 30,3 | 60,0 | 37,5 | 100,0 | 4,0 | 4,0 | 2,0 | 1,0 | 11,5 |
| Carrière | Carrière               | 2  | 1  | 30,3 | 60,0 | 37,5 | 100,0 | 4,0 | 4,0 | 2,0 | 1,0 | 11,5 |

### Playoffs
| Seizoen  | Team                   | WG | WS | MPW  | 2P%   | 3P%  | FW%   | RPW | APW | SPW | BPW | PPW |
| -------- | ---------------------- | -- | -- | ---- | ----- | ---- | ----- | --- | --- | --- | --- | --- |
| 2021/22  | Utah Jazz              | 1  | 0  | 4,7  | 100,0 | -    | 100,0 | 1,0 | 1,0 | 1,0 | 0   | 5,0 |
| 2022/23  | Minnesota Timberwolves | 5  | 4  | 29,6 | 42,9  | 40,0 | 66,7  | 2,0 | 1,4 | 0,6 | 0,2 | 8,4 |
| 2023/24  | Minnesota Timberwolves | 16 | 1  | 23,6 | 36,6  | 29,6 | 100,0 | 1,8 | 2,3 | 0,6 | 0,4 | 7,3 |
| 2024/25  | Minnesota Timberwolves | 15 | 0  | 20,7 | 38,9  | 34,9 | 88,2  | 1,8 | 2,3 | 0,4 | 0,3 | 8,3 |
| Carrière | Carrière               | 37 | 5  | 22,7 | 38,9  | 33,1 | 90,3  | 1,8 | 2,2 | 0,5 | 0,4 | 7,8 |